# Gephyroctenus mapia
Gephyroctenus mapia là một loài nhện trong họ Ctenidae.
Loài này thuộc chi Gephyroctenus. Gephyroctenus mapia được miêu tả năm 2008 bởi Polotow & Antonio D. Brescovit.